# 가가와촌
가가와촌(嘉川村)은 야마구치현 요시키군에 존재했던 촌이다.   현재는 야마구치시 남서부에 해당한다.
1944년 4월 1일에 야마구치시와 주변 1시 2정 6촌과 신설합병해 소멸하였다.

## 역사
- 1889년 4월 1일 - 정촌제 시행에 의해 근세이후의 요시키군 가가와촌이 단독으로 자치단체를 형성하였다.
- 1944년 4월 1일 - 구 야마구치시, 오토시촌, 아이오후타지마촌, 히라카와촌, 나타지마촌, 오고리정, 스에촌, 아지스정, 사야마촌과 합병해, 새로운 야마구치시가 성립, 동일 가가와촌은 폐지되었다.